# Tratado de Presburgo

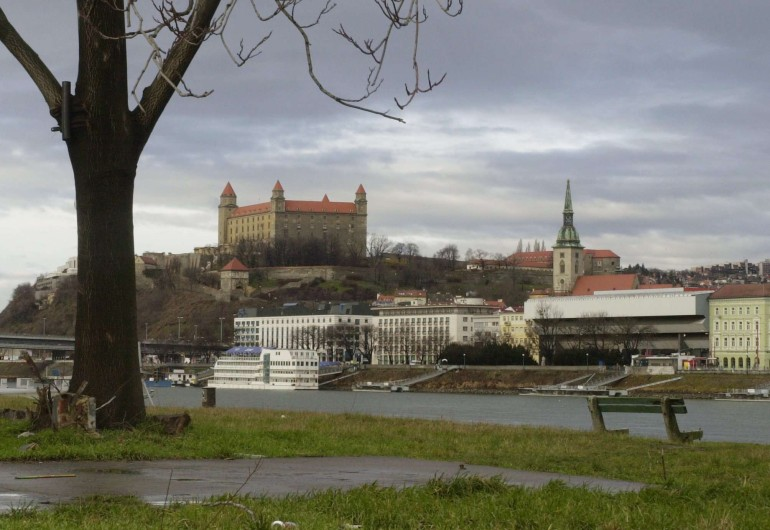
Castillo de Bratislava, ciudad anteriormente conocida como Presburgo.

El Tratado de Presburgo o Cuarta Paz de Presburgo fue firmado el 26 de diciembre de 1805 entre Francia y Austria. Este tratado fue consecuencia directa de las derrotas austriacas por los ejércitos franceses en la batalla de Ulm (25 de septiembre al 20 de octubre de 1805) y en la batalla de Austerlitz (2 de diciembre de 1805). Se acordó una tregua el 4 de diciembre y comenzaron las negociaciones para el tratado, el cual fue firmado en el palacio de Presburgo (ciudad llamada desde 1919 Bratislava) por Napoleón y el emperador Francisco II del Sacro Imperio Romano Germánico.
Más allá de las cláusulas que establecen paz y amistad, así como la retirada austriaca de la Tercera Coalición, el tratado sustrae también sustanciales territorios europeos a Austria. Se reiteraron las conquistas consignadas en los anteriores Tratado de Campo Formio y Tratado de Lunéville. Además Austria tuvo que ceder:
El Véneto (Venecia), Istria, Dalmacia y Bocas de Kotor al Reino napoleónico de Italia.
Tirol y Voralberg al Electorado de Baviera. Que además ganó el Obispado y la ciudad imperial de Augsburgo.
Brisgovia al Electorado de Baden.
Austria recibía el Electorado de Salzburgo. Compensando a Fernando III con el Gran Ducado de Wurzburgo.
El tratado marcó el final efectivo del Sacro Imperio Romano Germánico, y Francisco II se convirtió en el emperador Francisco I de Austria, creándose posteriormente por Napoleón una nueva entidad llamada Confederación del Rin. También se incluía una indemnización de 40 millones de francos para Francia. 
- Datos: Q154102
- Multimedia: Peace of Pressburg (1805) / Q154102